# Homonopsis foederatana
Homonopsis foederatana är en fjärilsart som beskrevs av Julius Thomas von Kennel 1900. Homonopsis foederatana ingår i släktet Homonopsis och familjen vecklare. Inga underarter finns listade i Catalogue of Life.